# Philaenus hoffmanni
Philaenus hoffmanni är en insektsart som först beskrevs av Metcalf och James Heathman Horton 1934.  Philaenus hoffmanni ingår i släktet Philaenus och familjen spottstritar. Inga underarter finns listade i Catalogue of Life.